# スピリット・オブ・アメリカ
スピリット・オブ・アメリカ（Spirit of America ）とは、クレイグ・ブリードラブが自動車の速度記録を達成した自動車の愛称である。

## 初代

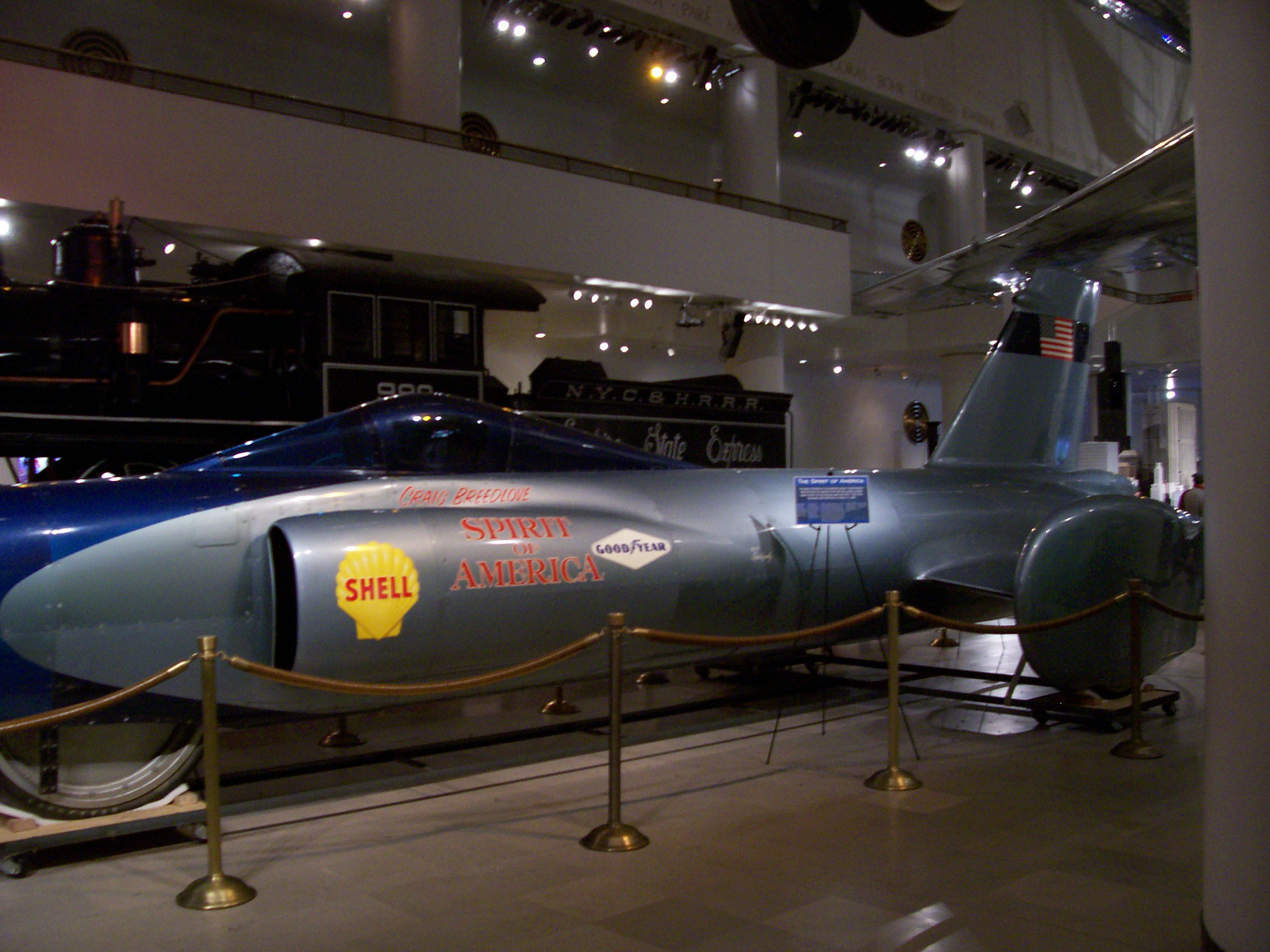
シカゴの科学工業博物館に展示されているスピリット・オブ・アメリカ

スピリット・オブ・アメリカは初めての現代的な速度記録達成を目指した自動車であった。本車以前の記録は、基本構成としては通常の自動車と同じような、すなわち内燃レシプロ機関でタイヤを駆動する車で達成されたものである。それに対し、ターボジェットエンジンによる推進を前提に、細長い流線型の車体、駆動とは無関係のため細く小さな車輪（多くは3輪）といった、以後の記録達成車の基本的な特徴の全てを本車は備えている。他の大半のライバル車が軍払い下げのエンジンを搭載していたように、最初のスピリット・オブ・アメリカもF-86セイバーのJ47エンジンを搭載していた。1962年ボンネビル・ソルトフラッツで試験走行が行われたが、ハンドル操作が難しく、失敗に終わっている。そのため、補助輪が追加され、前輪を操舵可能にした。クレイグは1963年9月5日ボンネビル・ソルトフラッツにて公式速度記録として世界で初めて400マイル毎時(約644 km/h)を超え、最初の記録達成となった。
その後1964年10月5日にトム・グリーン、そして同7日にはアート・アルフォンスによりクレイグの記録が破られた。クレイグはボンネビル・ソルトフラッツで再びスピリット・オブ・アメリカに乗り、10月13日には記録を500マイル毎時(約800km/h)、10月15日には526.277マイル毎時 (約846.961 km/h)と、ほぼ2週間で記録を破った。2度目の走行の終わりで新記録を樹立した際、スピリット・オブ・アメリカはパラシュートブレーキが故障し、5マイル(8 km)滑走して電信柱の並びを通り過ぎた後、200マイル毎時(300 km/h)の速さで塩湖に落ちた。クレイグに怪我はなかった。これはギネスブックに『最も長い滑走痕』として認定されている。スピリット・オブ・アメリカは修復され、シカゴの科学工業博物館に展示された。

## 2代目
2代目のスピリット・オブ・アメリカはアルフォンスに勝利するために1964年から65年にかけて製作され、スピリット・オブ・アメリカ・ソニック1と呼ばれた。4輪であり、より出力の高いF-4ファントムのJ79エンジンを搭載していた。これはアルフォンスのグリーン・モンスターと同じ型である。クレイグは1965年11月15日に600.601マイル毎時(約966.574 km/h)を出し、アルフォンスにリベンジを果たした。この記録は1970年まで破られなかった。現在、このスピリット・オブ・アメリカはカリフォルニア州のPetersen自動車博物館に展示されている。

## 3代目
クレイグが世界記録を破ってから30年近くが経った1992年、新しいスピリット・オブ・アメリカの製作が始まった。スピリット・オブ・アメリカ・フォーミュラ・シェルLSRVと名付けられたこの車は、全長538インチ(約13.7m)、幅100インチ(約2.5m)、高さ70インチ(約1.8m)で、重量は9,000ポンド(約4t)であり、車体は鉄製の筒状フレームにアルミニウムで表面を覆ったものである。エンジンは2代目と同じJ79エンジンであるが、無鉛ガソリンを使い出力を22,650重量ポンド(約100.8kN)まで高めた。
3代目の初走行は1996年10月28日、ネバダ州のBlack Rock Desertで行われたが、約675マイル毎時(約1,000 km/h)を超えられずに終わった。1997年には初期走行でエンジンに大きな損傷を受け、そのさなか、イギリスのスラストSSCが750マイル毎時(約1,200 km/h)を突破した。エンジンを換装したスピリット・オブ・アメリカは676マイル毎時(約1,088 km/h)に過ぎなかった。クレイグは800マイル毎時を超えられると信じているが、未だ達成していない。

## 注
1. ↑  1970年の「ブルーフレーム」のみ、空気吸込型でない、ロケットであった。また、1997年のスラストSSCでは技術の世代が進んで、ターボファンエンジンとなっている。